# 런던 스타디움
런던 스타디움(영어: London Stadium) 또는 예전 이름 올림픽 스타디움(Olympic Stadium)은 영국 런던의 스트랫퍼드에 위치한 경기장이다. 2012년 하계 올림픽 및 패럴림픽의 주경기장으로 사용되었다. 수용인원은 80,000으로 건설되었고, 이후 보수 공사를 하여 다목적 경기장으로 다시 태어났다. 웨스트햄 유나이티드 FC와 UK 애슬래틱이 올림픽 스타디움을 홈구장으로 사용한다. 또한 2019년 6월 30일 메이저리그 베이스볼 보스턴 레드삭스와 뉴욕 양키스의 런던시리즈가 이 경기장에서 열리기도 했으며 센트럴런던에서 10.5km 정도 떨어져 있다.
웨스트햄 유나이티드 선수단이 입장할 때와 골을 넣었을 때는 수많은 비눗방울이 뿜어져 나온다.

## 갤러리

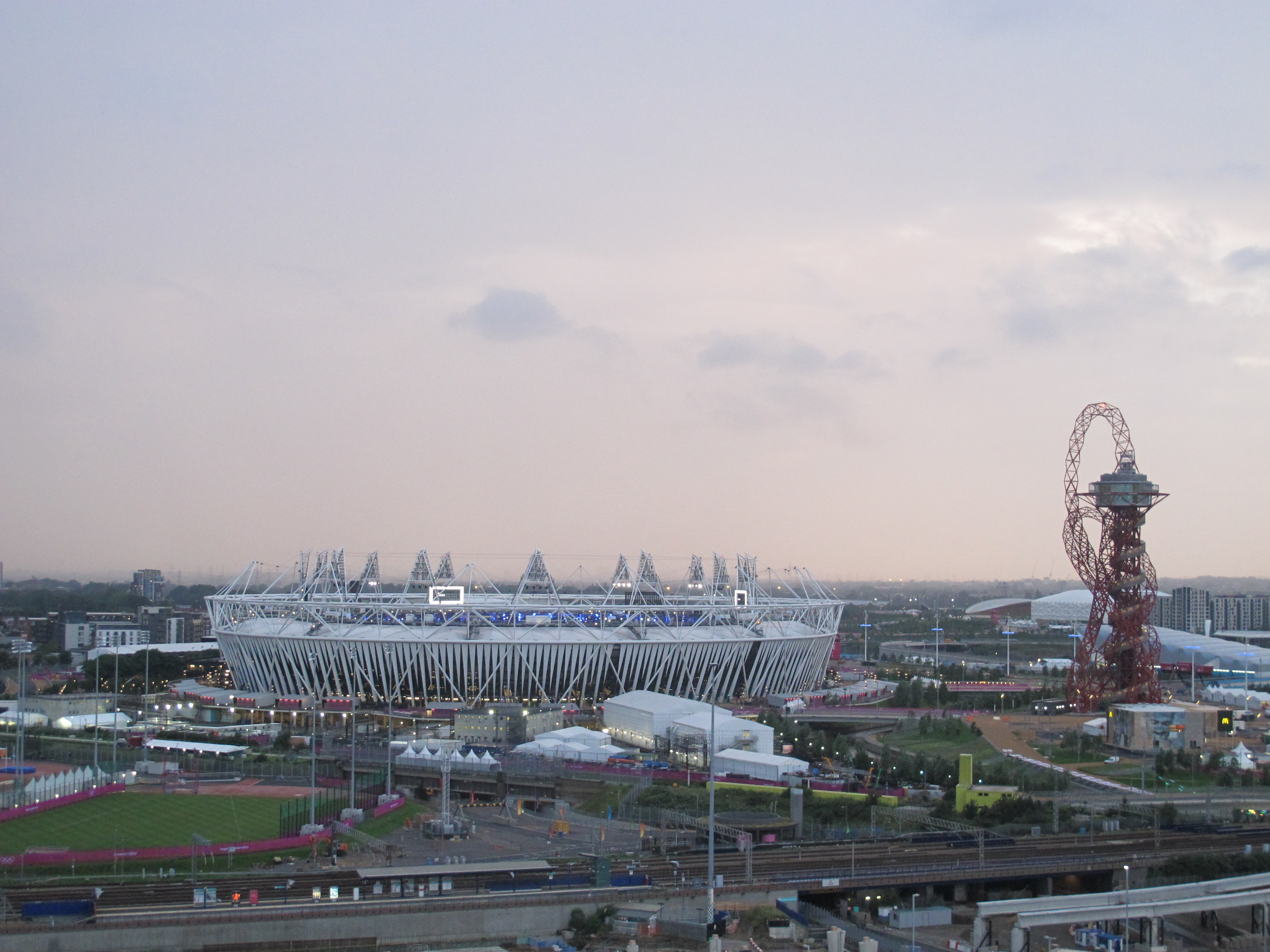
The stadium in July 2012
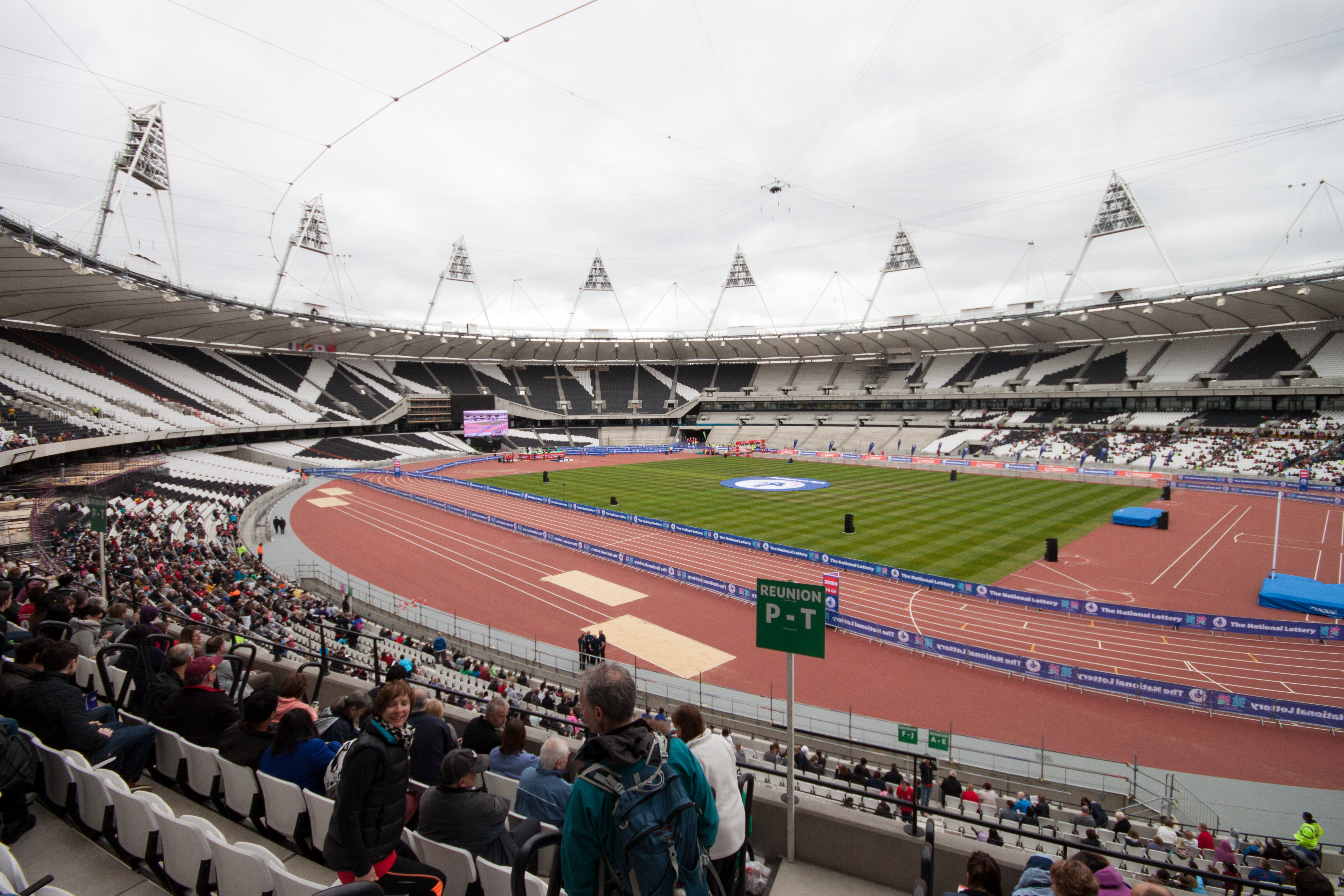
Olympic Stadium interior
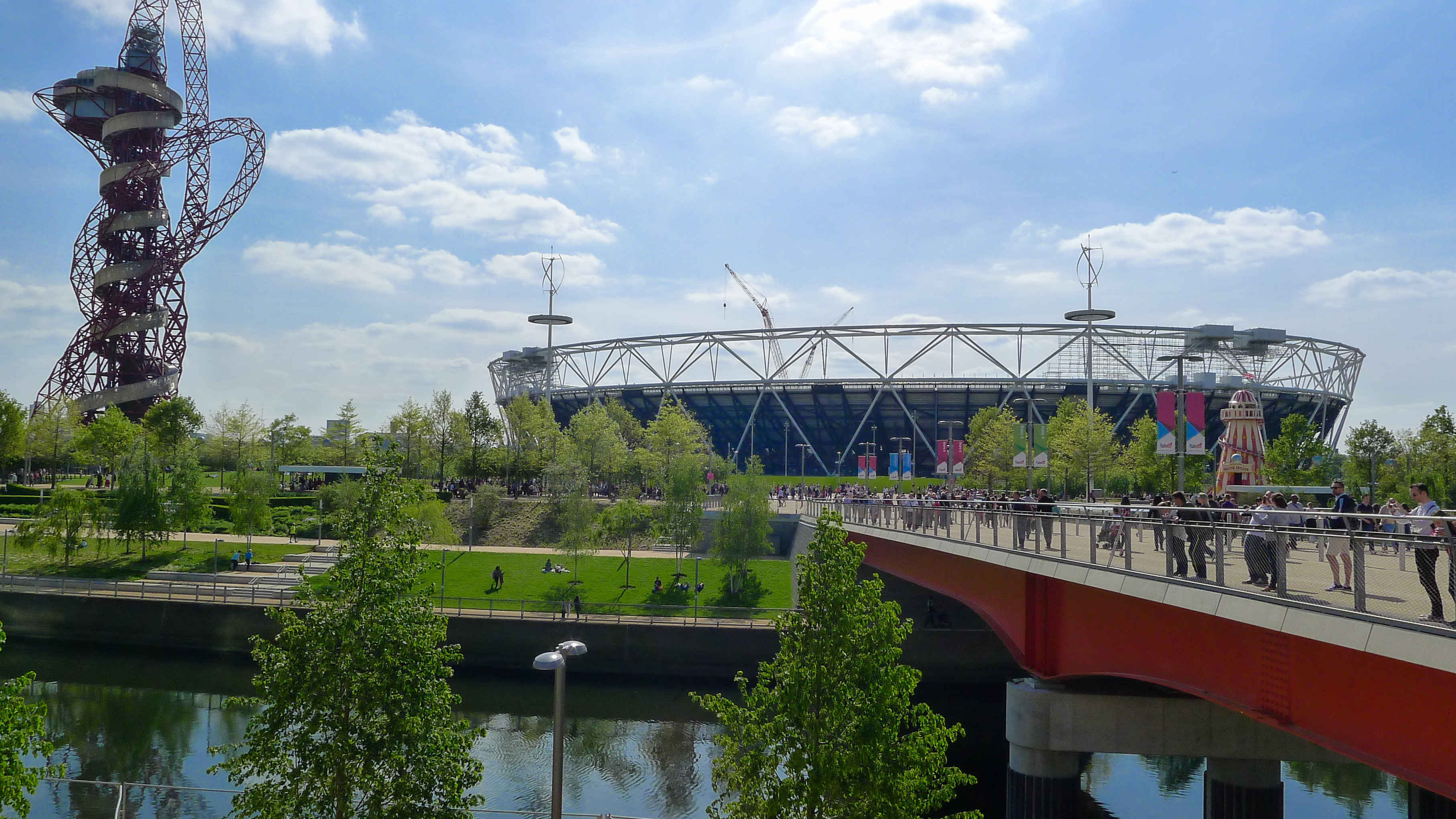
Olympic Stadium during its renovation, prior to the fitting of the roof and floodlights.
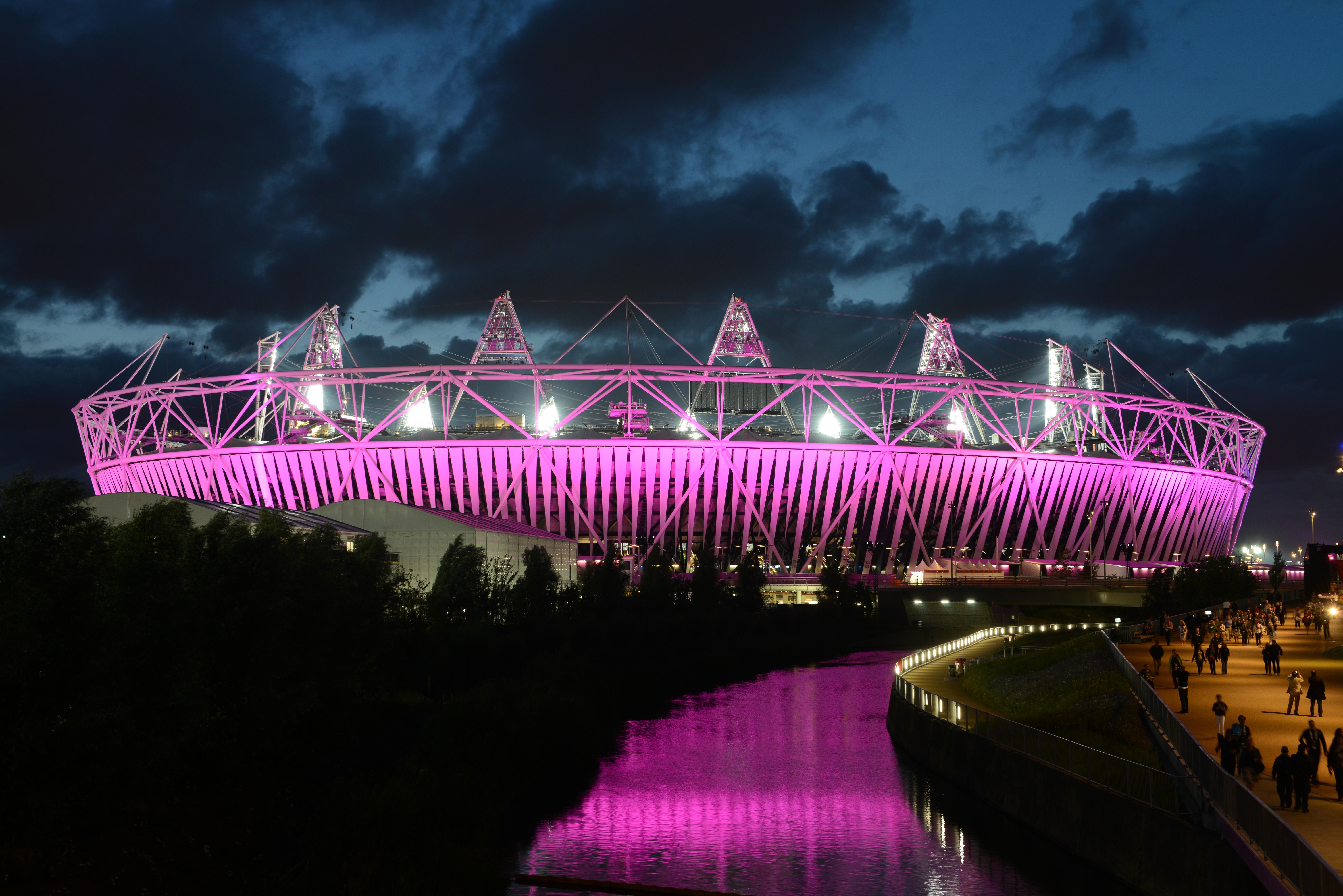
Olympic Stadium during the 2012 Summer Olympics
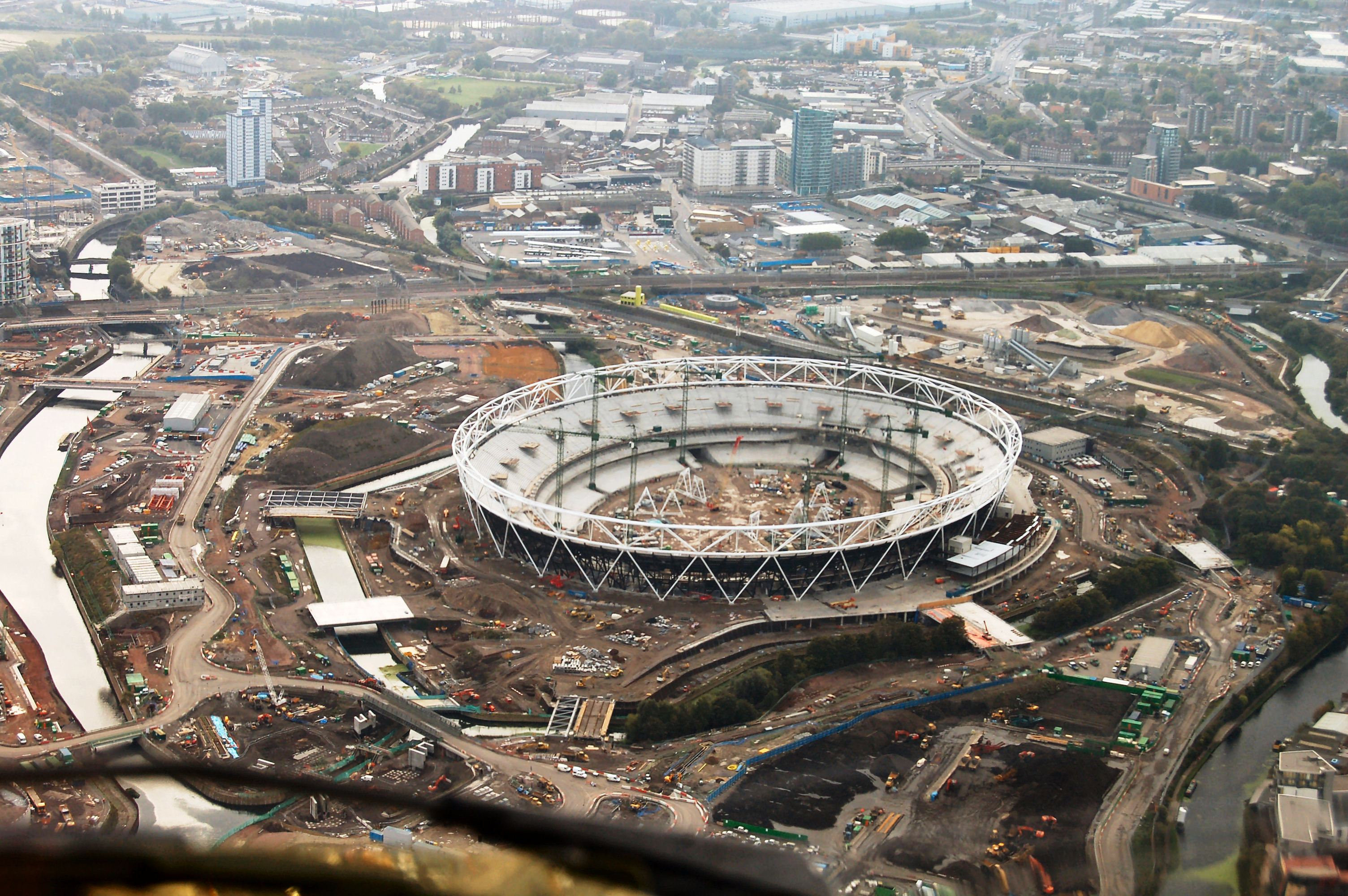
Olympic Stadium site under construction in October 2009
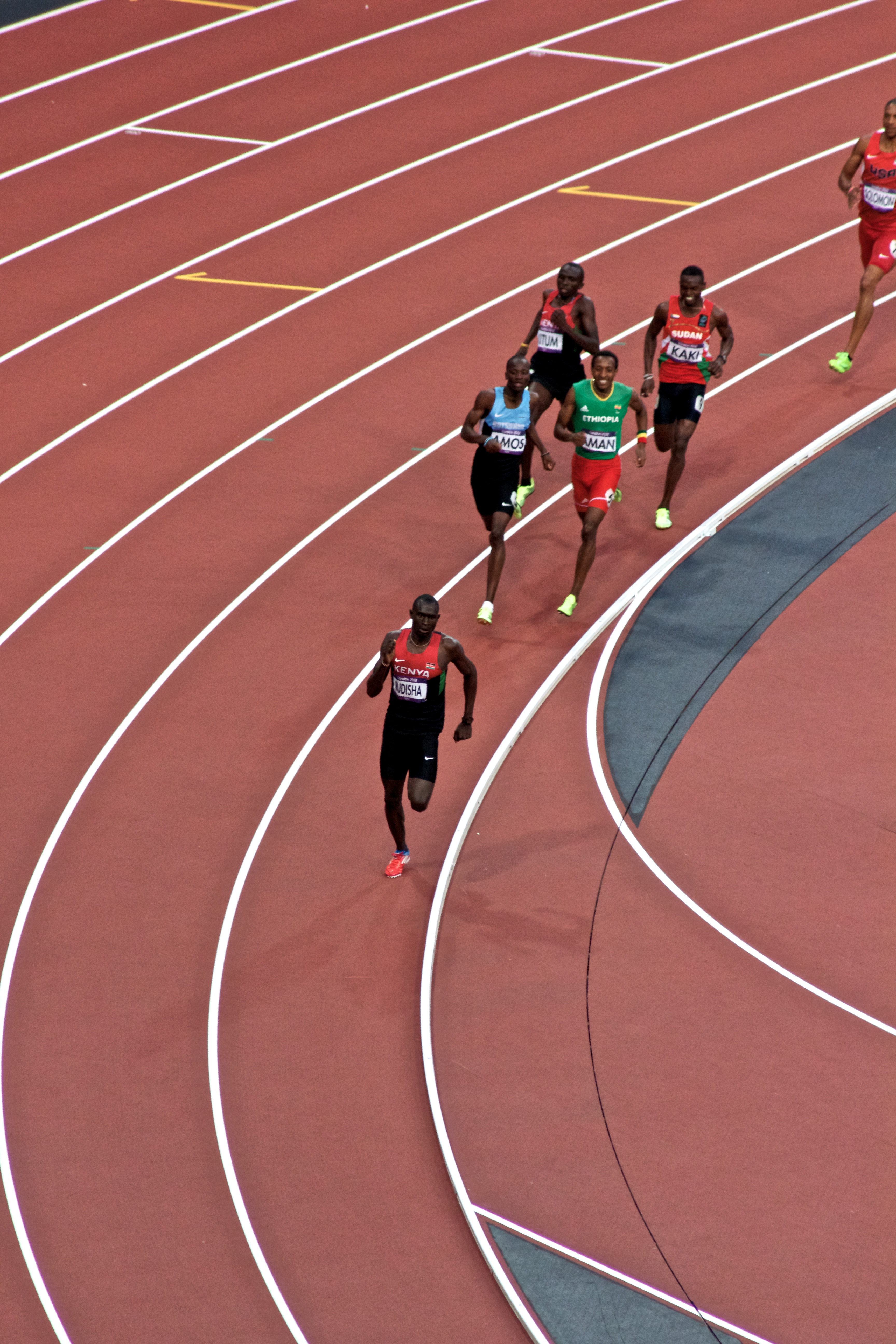
David Rudisha of Kenya setting a World Record for the 800 metres in the Olympic final.
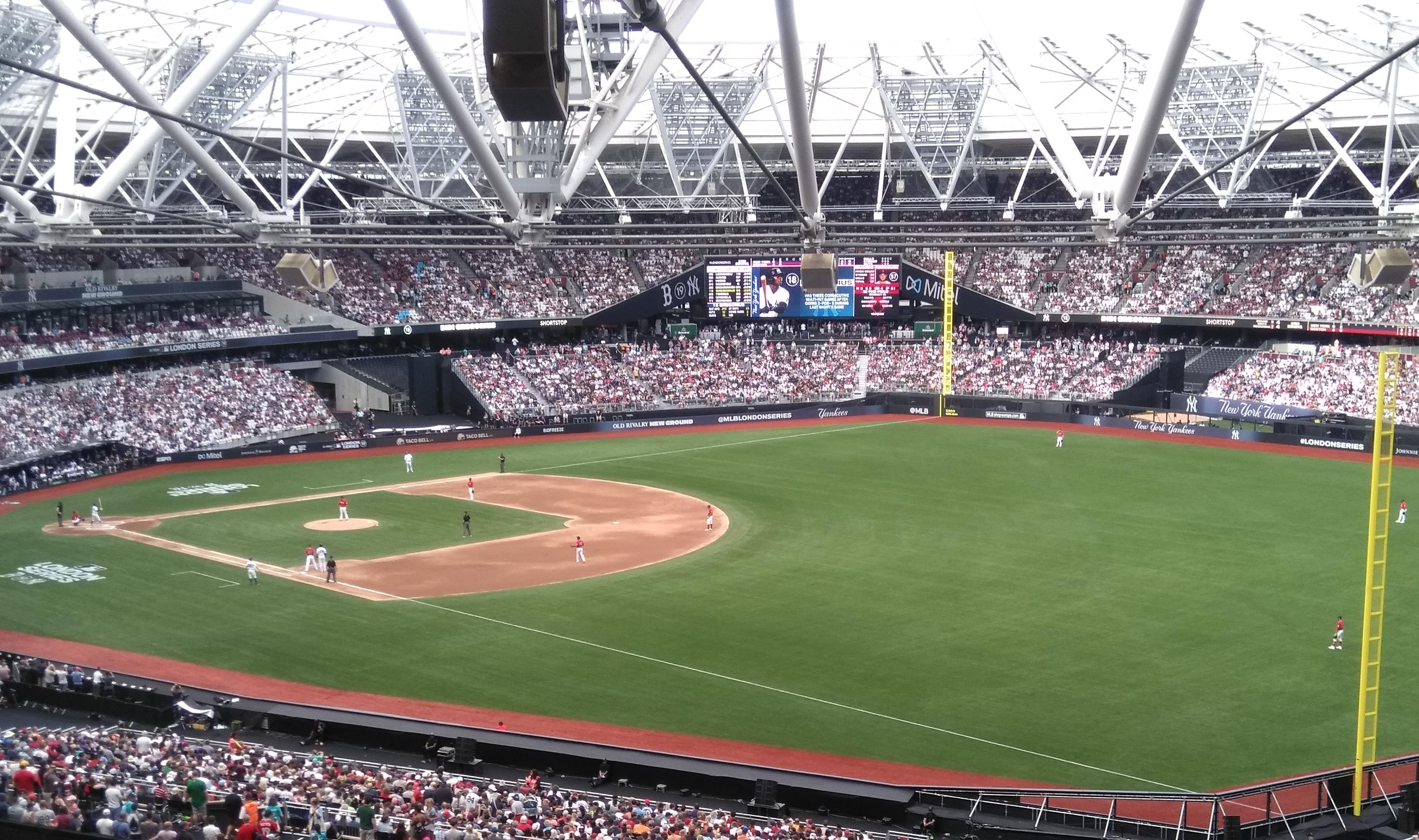
London Stadium in a baseball configuration for the 2019 MLB London Series
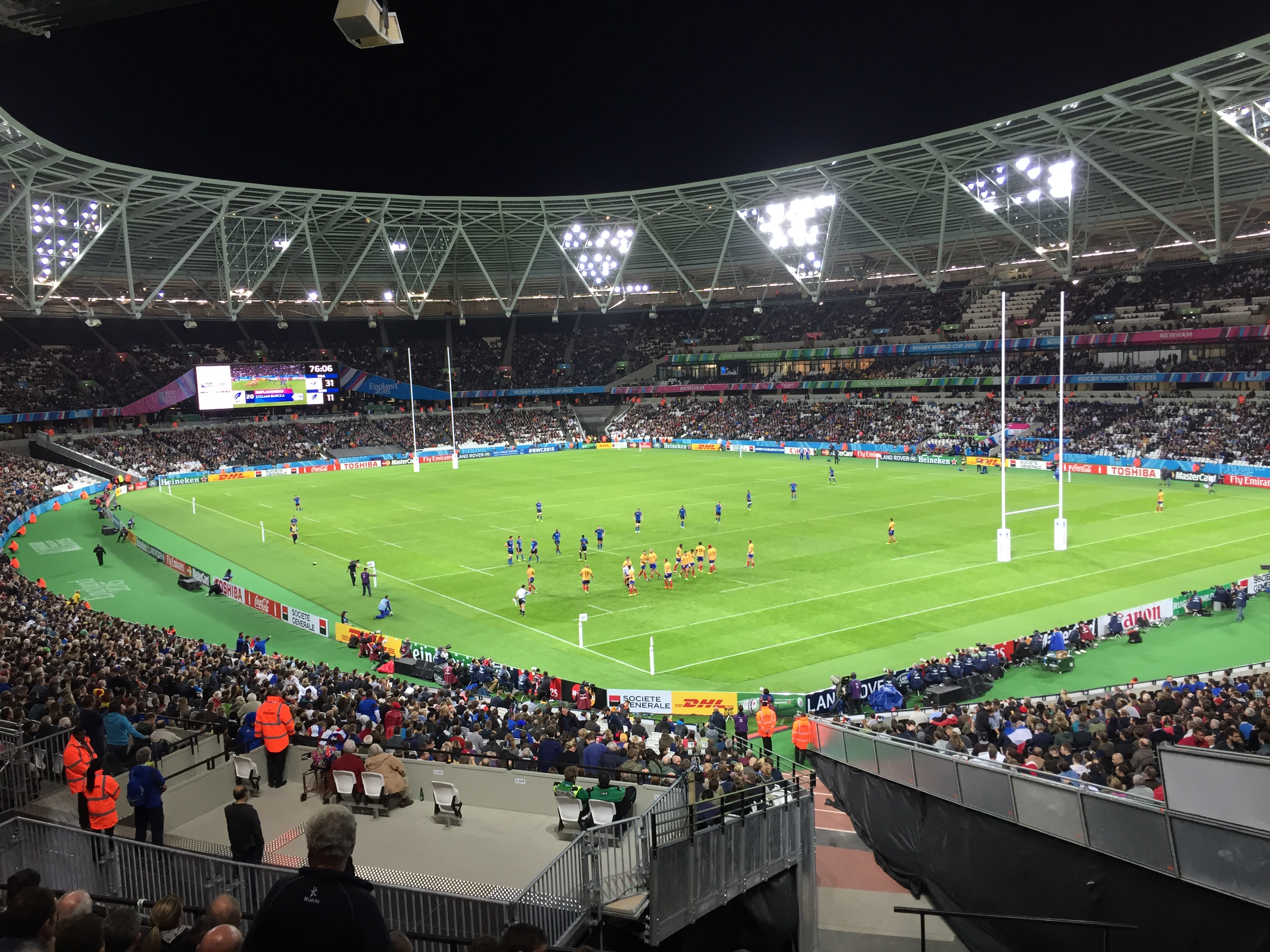
France playing Romania at the Olympic Stadium during the 2015 Rugby World Cup
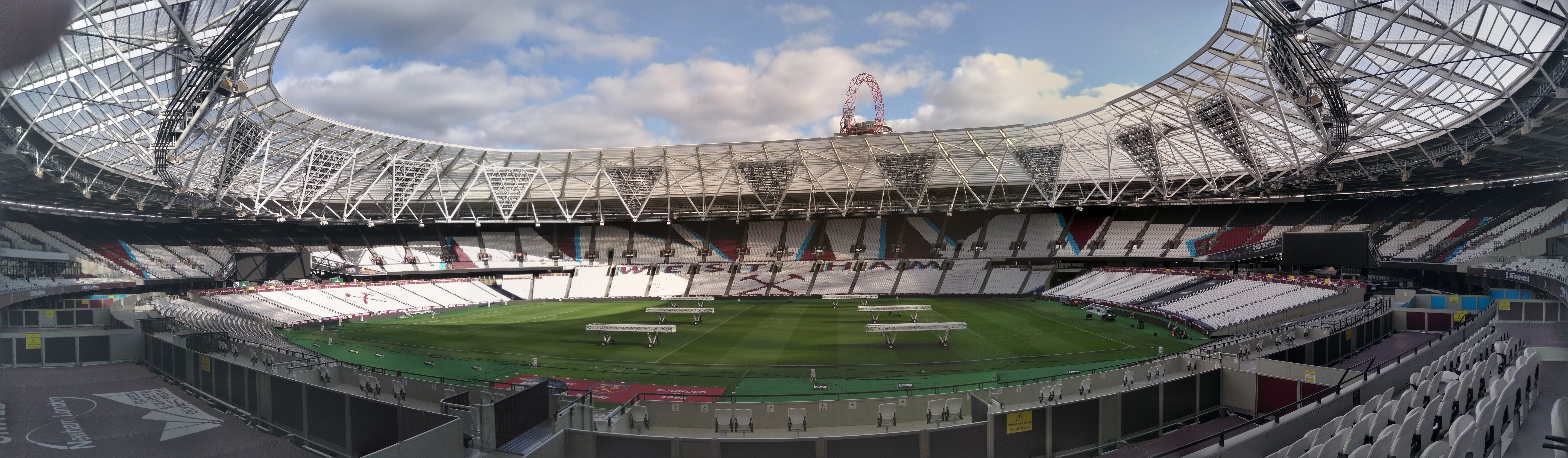
Panoramic picture of the interior of the London Stadium
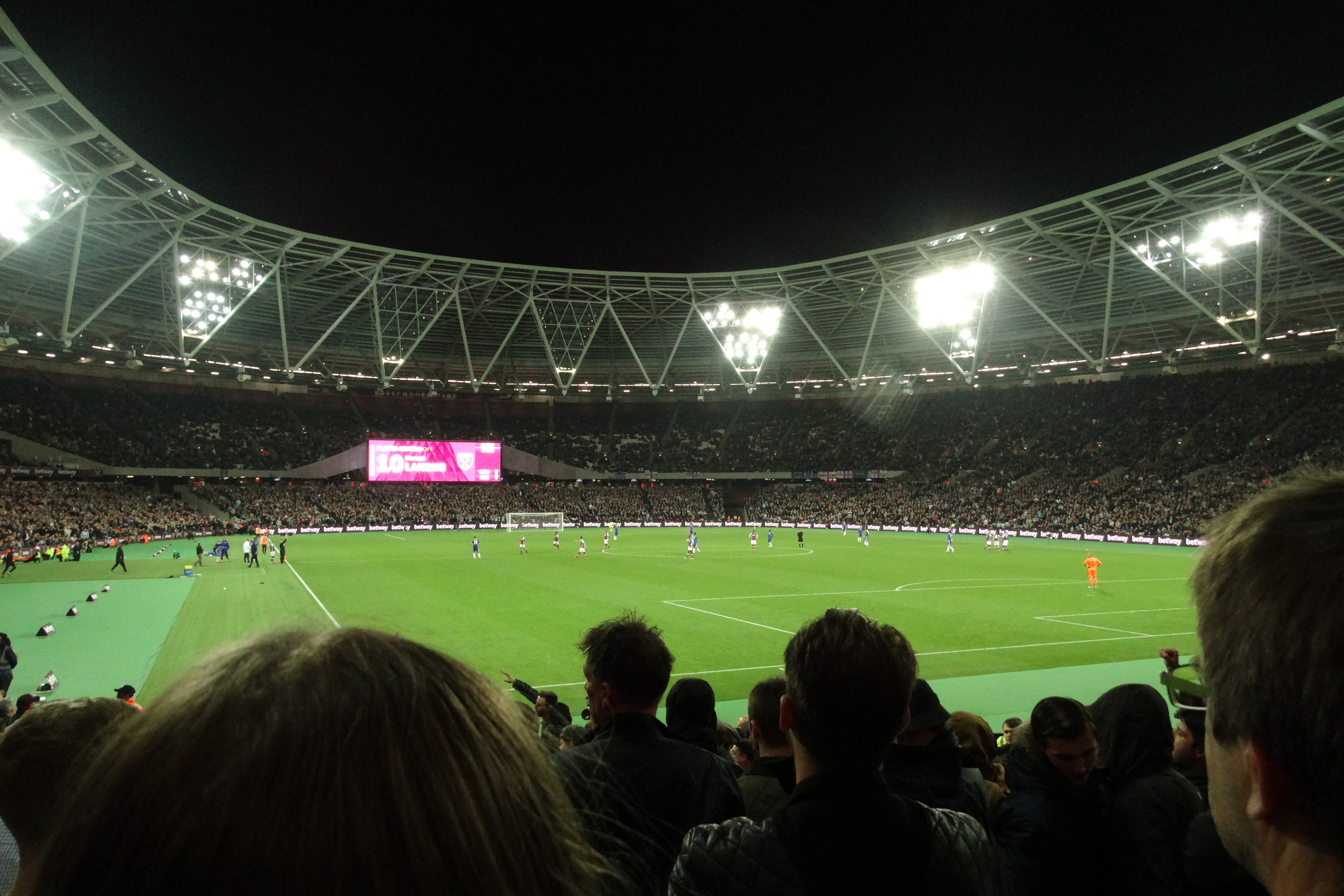
The stadium during the EFL Cup match between West Ham and Chelsea (26 October 2016).
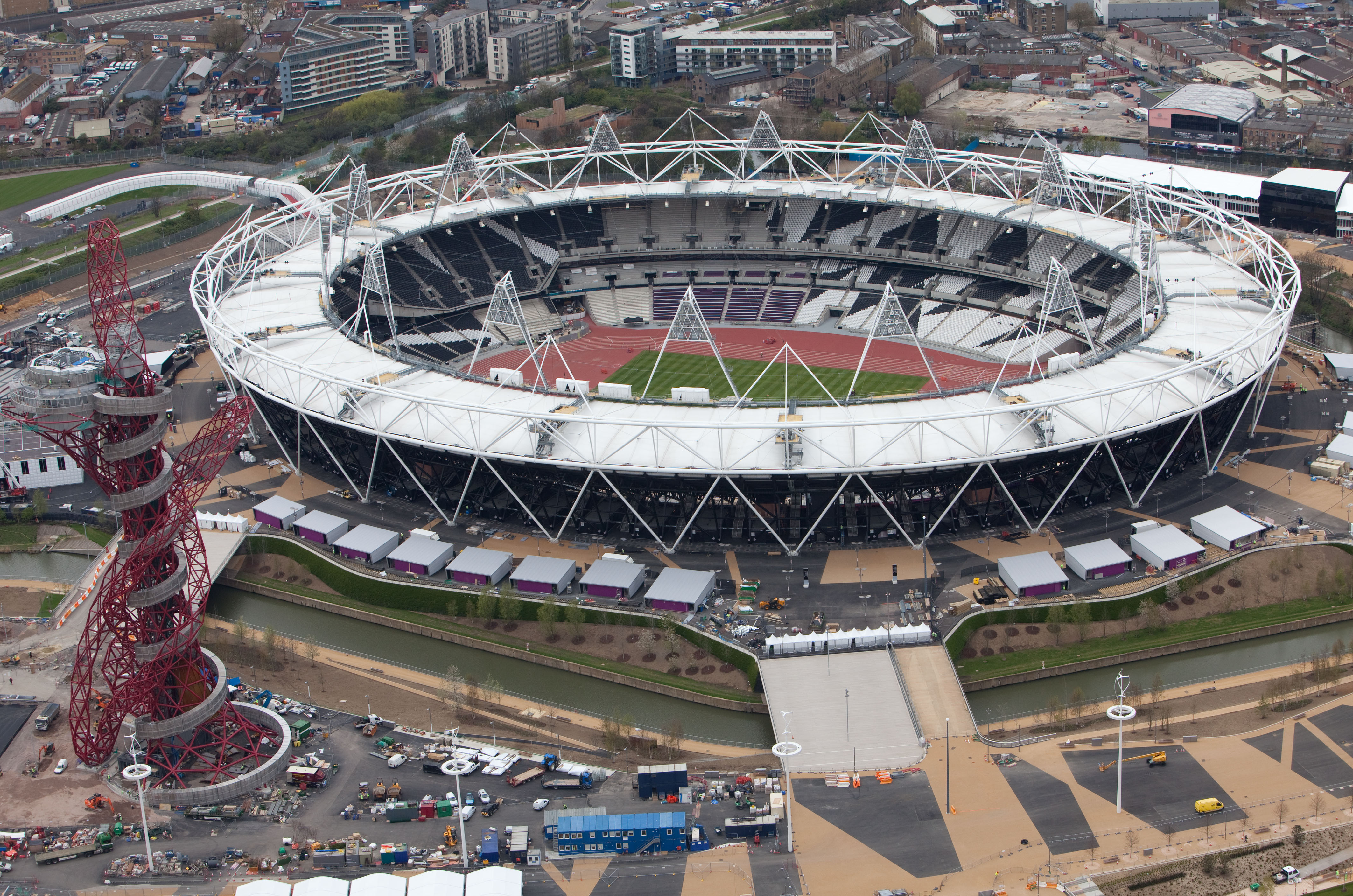
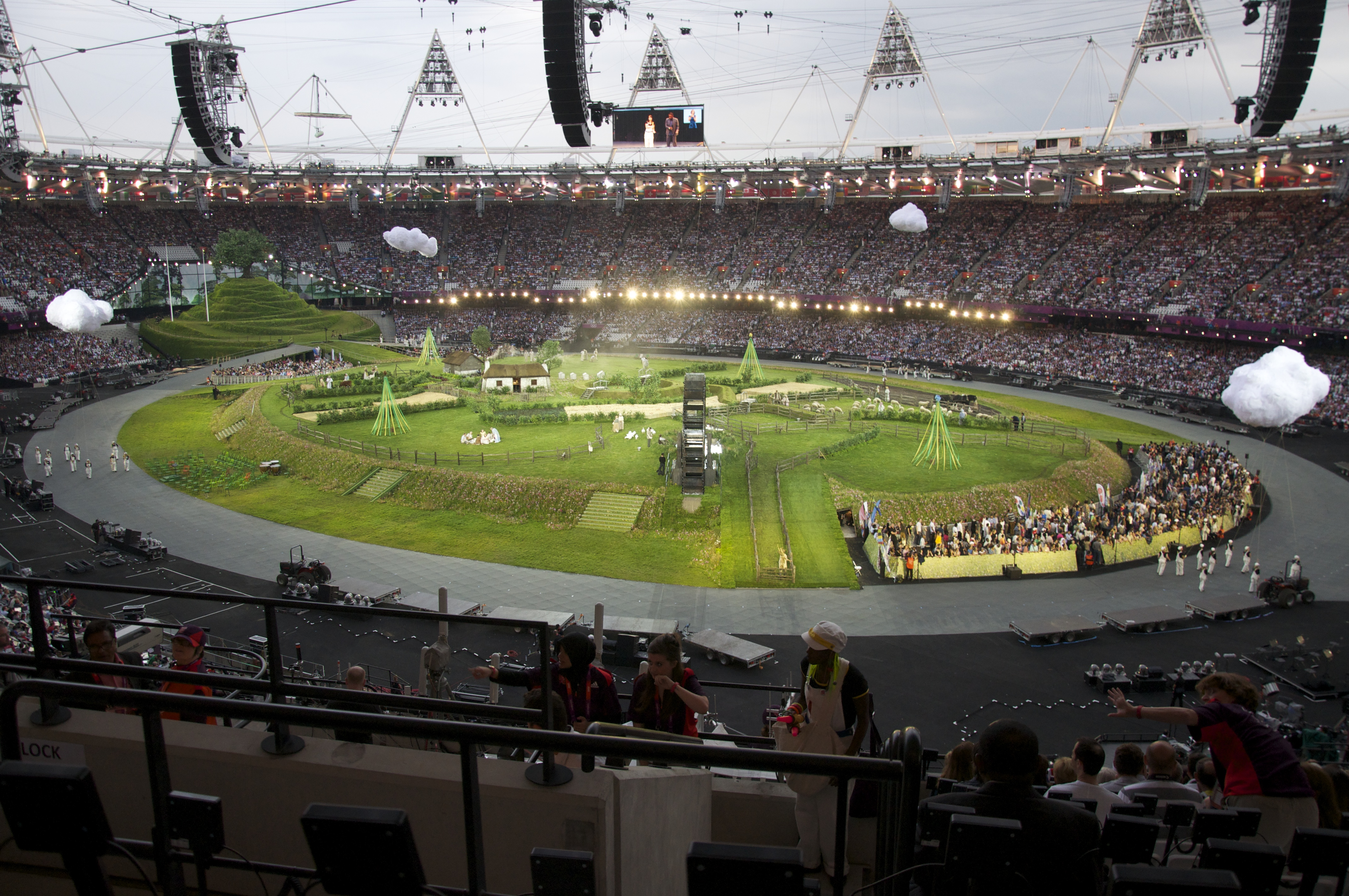